# مخطط سانكي

رسم متحرك يوضح عمل آلة بخارية

مخططات سانكي في الفيزياء وفي التكنولوجيا هو نوع من مخططات التدفق حيث يتناسب عرض الأسهم مع معدل التدفق. يمكن لمخططات سانكي أيضًا تصور حسابات الطاقة وحسابات تدفق المواد على المستوى الإقليمي أو الوطني وتفاصيل التكاليف.
سمي مخطط سانكي بهذا الاسم نسبة إلى القبطان الأيرلندي ماثيو هنري فيناس ريالل سانكي (1853-1926)، الذي استخدم هذا النوع من المخططات منذ عام 1898 في منشور عن كفاءة تحويل الطاقة لمحرك بخاري، تعرض المخططات الأصلية بالأبيض والأسود نوعًا واحدًا فقط من التدفق (مثل البخار)؛ يتيح استخدام الألوان لأنواع مختلفة من التدفقات للرسم التخطيطي التعبير عن متغيرات إضافية. أدت إضافة الألوان لاحقًا إلى درجة إضافية من الحرية لهذا النوع من المخططات، مما يسمح بوضع عدة أنواع من التدفقات.
بمرور الوقت، أصبح نموذجًا قياسيًا يستخدم في العلوم والهندسة لتمثيل توازن الحرارة وتدفقات الطاقة وتدفقات المواد، ومنذ التسعينيات تم استخدام هذا النموذج المرئي في تقييم دورة الحياة المنتجات.